# Манино (Воронежская область)
Манино — село в Калачеевском районе Воронежской области.
Административный центр Манинского сельского поселения.
| 1859 | 1897  | 2010  |
| ---- | ----- | ----- |
| 4976 | ↗6495 | ↘2409 |

## География
Село Манино находится на Калачской возвышенности на востоке Калачеевского района и граничит с Волгоградской областью. Площадь села 21 505 га. Максимальная высота 225 м над уровнем моря. По низменным участкам возвышенности протекает река Манина.
Расположено между двумя меловыми горами: Вислая с востока и Лысая с запада, отстоящие одна от другой на 3 км, а между ними — ровная долина, похожая на треугольник. Площадь этой долины примерно 10 км². Село богато залежами мела, глины и песка.

## История
Село основано в 40-е годы XVIII века, украинскими казаками Острогожского слободского (черкасского) казачьего полка как слобода Манина (укр. Манина). Первоначально слобода входила в Калачеевскую сотню Острогожского полка. По приказу Екатерины Второй, в 1765 году, вслед за Гетманщиной, казацкое административное самоуправление Слободской Украины было ликвидировано, после чего слобода стала входить в Меловское комиссарство Острогожской провинции Слободской Украины. С 1779 года в Богучарском уезде Воронежского наместничества.
По данным 1859 году, в казённой слободе Богучарского уезда Воронежской губернии, проживало 4976 человек (2383 мужского пола и 2593 — женского), насчитывалось 656 дворовых хозяйств, существовала православная церковь.
По состоянию на 1886 год, в бывшей государственной слободе, центре Манинской волости проживало 6389 человек, насчитывалось 895 дворовых хозяйств, 2 православные церкви, 2 почтовые станции, аптека, 7 лавок, 2 кожевенных завода, 70 ветряных мельниц, собиралось 6 ярмарок в год .
По переписи 1897 года, число жителей возросло до 6495 человек (3305 мужского пола и 3190 — женского), из которых 6491 — православной веры.
По данным 1900 года, в слободе проживало 6819 человек (3671 мужского пола и 3148 — женского) преимущественно украинского населения, насчитывалось 1082 дворовых хозяйств .

## Известные уроженцы
- Щербинин, Федот Алексеевич (1910—1945) — участник Великой Отечественной войны, Герой Советского Союза, старший сержант.